# The Oval (Caernarfon)
The Oval – stadion piłkarski w Caernarfon, w Walii. Został otwarty w 1888 roku. Może pomieścić 3000 widzów. Swoje spotkania rozgrywają na nim piłkarze klubu Caernarfon Town FC, którzy są gospodarzami obiektu od 1937 roku.